# Maniac (песня Майкла Сембелло)
«Maniac» — песня американского поп-исполнителя, гитариста и композитора Майкла Сембелло, ставшая одной из основных музыкальных тем популярного фильма Танец-вспышка (Flashdance) и вошедшая в его саундтрек Flashdance (1983). Авторами были Деннис Маткоски и Майкл Сембелло, а продюсером стал Фил Рамон.
Сингл был издан на лейблах EMI и Casablanca и достиг первого места в американском хит-параде Billboard Hot 100. Песня получила в 1984 году две престижные номинации: на Премию «Оскар» за лучшую песню к фильму и на «Золотой глобус» за лучшую песню. Также были две номинации на премию Грэмми в категориях Лучшая песня года и Лучшее мужское вокальное поп-исполнение.

## История
Сингл стал № 1 в Канаде и США (Billboard Hot 100), в Австралии, Испании и Швейцарии достиг № 2, во Франции — № 3, в Италии — № 5, в Германии — № 6. Также он был в Top-10 в Бельгии, Ирландии, Голландии и Новой Зеландии.

## Чарты
| Чарт (1983)           | Высшая позиция |
| --------------------- | -------------- |
| Канада (RPM)          | 1              |
| США Billboard Hot 100 | 1              |

### Сертификации
| Регион                                                                      | Сертификация | Продажи |
| --------------------------------------------------------------------------- | ------------ | ------- |
| Великобритания (BPI)                                                        | Золотой      | 400 000 |
| Данные о продажах + прослушиваниях приведены только на основе сертификации. |              |         |